# Eugen von Albori
Eugen von Albori (Cattaro, 27 dicembre 1838 – Vienna, 5 settembre 1915) è stato un generale austriaco.

## Biografia

### I primi anni e la campagna d'Italia
Eugen von Albori nacque il 27 dicembre 1838 a Cattaro, in Dalmazia. Suo padre proveniva da un'antica famiglia veneziana di Trieste ed era impiegato come presidente del tribunale regionale. Dopo aver frequentato l'accademia militare di Wiener Neustadt, Eugen venne trasferito nel settembre del 1857 come Luogotenente Inferiore nel reggimento dei Tiroler Kaiser Jäger dove ottenne il grado di Luogotenente il 28 maggio 1859. Con questo titolo egli prese parte alla campagna nel Nord Italia dove si distinse come aiutante di battaglione in molte occasioni, ma in special modo nella Battaglia di Magenta ove ottenne la Croce al Merito Militare con decorazioni di guerra il 3 luglio 1859. Dopo aver ripreso gli studi con la frequentazione della Kriegsschule, venne trasferito col grado di Luogotenente Superiore al 18° Feldjäger-Bataillon e simultaneamente venne legato agli ambienti dello staff generale. Il 23 agosto 1864 venne promosso Capitano di II Classe ed il 4 maggio del 1866 ottenne il titolo di Capitano di I Classe.

### Diplomazia ed onori
Nel corso della guerra del 1866 venne impiegato nello staff generale come ufficiale a Tenin in Dalmazia e ricevette un commiato da parte del suo comandante generale, il Feldmaresciallo Luogotenente Philippovic. Il 10 ottobre 1868 venne trasferito al collegio militare teresiano come insegnante di tattica e storia del comando e scrisse anche un manuale per ognuna delle discipline. Nel novembre 1872 egli ricevette una promozione accelerata a Maggiore e venne legato allo staff generale della 4ª divisione di fanteria a Brno. Nel maggio del 1873 assunse il comando del 32° Feldjäger-Bataillon a Mauer presso Vienna. Per le azioni di comando e per i meriti acquisiti, venne insignito di moltissime onorificenze anche straniere come quella di Commendatore dell'Ordine russo di San Stanislao o l'onorificenza di Cavaliere dell'Ordine dell'Aquila Rossa di Prussia e la croce di Cavaliere Ufficiale dell'Ordine persiano del Sole e del Leone, nonché fu Cavaliere dell'Ordine dei Santi Maurizio e Lazzaro d'Italia. Nel maggio del 1876 venne promosso Colonnello Luogotenente e divenne capo dello staff generale di comando a Trieste. Nel settembre dello stesso anno fu a capo della delegazione austro-ungherese ad osservazione delle manovre sassoni e prussiane e venne chiamato nella commissione per la risoluzione della questione dell'indipendenza del Montenegro, regolandone i confini con l'Impero Ottomano. In queste occasioni egli ebbe modo di distinguersi anche come valente diplomatico, venendo onorato della croce di Cavaliere di II Classe dell'Ordine serbo di Takovo oltre che della croce di Commendatore dell'Ordine di Danilo del Montenegro.

### L'occupazione della Bosnia-Erzegovina
Durante l'occupazione della Bosnia e dell'Erzegovina nel 1878 egli fu capo dello staff generale della 7ª divisione di fanteria agli ordini del Generale Duca di Württemberg e prese parte alla Battaglia di Rogelje (Varcar Vakuf) il 5 agosto 1878. Per questo suo sforzo bellico e per la partecipazione brillante alla battaglia di Jajce, venne onorato della croce di Cavaliere dell'Ordine Imperiale di Leopoldo con spade. Nel settembre del 1878 venne nominato comandante dello staff generale del 13º corpo d'armata e prese parte ai combattimenti di tre giorni attorno a Ključ e partecipò ai bombardamenti di Livno. Dopo la capitolazione di Livno, egli venne promosso al grado di Colonnello il 1º novembre 1878. Per gli sforzi bellici venne onorato della croce di Cavaliere di II Classe dell'Ordine della Corona Ferrea che gli consentì anche, dal 29 marzo del 1880, di godere del titolo di Barone, oltre ad ottenere la cittadinanza onoraria di Sarajevo.

### Altre operazioni militari sul finire dell'Ottocento
Nel 1881 divenne membro della delegazione austro-ungherese osservatrice dei movimenti in Francia ed egli venne decorato con la croce di Cavaliere Ufficiale della Legion d'Onore.
Dopo il suo ritorno divenne capo del Büros für operative und besondere Generalstabsarbeiten (Bureau per le operazioni e per il lavoro speciale) che lo rese il braccio destro del Feldzeugmeister Beck che gli diede la possibilità di influenzare in gran parte la riforma dell'esercito degli anni '80 del XIX secolo. Egli rimase in questo incarico solamente interrotto da una visita in Germania per osservare le manovre di Dresda e Breslavia che gli consentirono di ottenere la croce di Cavaliere di II Classe dell'Ordine di Alberto di Sassonia il 6 gennaio 1883, prendendo dall'ottobre del 1884 il comando della 72ª brigata di fanteria a Zagabria. Per questo egli ricevette un encomio pubblico da parte dell'Imperatore che gli conferì anche di bronzo al Merito Militare (Signum Laudis) quando venne introdotto a corte nel 1890. Nel marzo del 1887, mentre venne promosso Generale Maggiore, ottenne il comando della 60ª brigata di fanteria. Nell'agosto del 1889 assunse il comando della 15ª divisione di fanteria a Miskolc e venne promosso Feldmaresciallo Luogotenente il 1º novembre di quello stesso anno. Il 12 maggio 1893 ottenne il comando della 28ª divisione di fanteria a Lubiana e diresse successivamente le grandi manovre presso Kőszeg. Egli ebbe inoltre l'onore di scortare il Re di Romania durante una sua visita in Austria, ricevendo quindi il titolo di Cavaliere di Gran Croce dell'Ordine della Corona di Romania e venne nominato comandante generale di Vienna. Egli mantenne il proprio incarico sino al settembre del 1894 quando venne assegnato come comandante del 1º corpo d'armata e venne spostato come comandante generale a Cracovia.

### Governatore generale in Bosnia-Erzegovina
Negli anni successivi a Cracovia ottenne la promozione a Feldzeugmeister (25 ottobre 1897) e venne insignito della croce di Cavaliere di I Classe dell'Ordine della Corona Ferrea (1º novembre 1898) e della Gran Croce dell'Ordine Imperiale di Leopoldo con spade (13 ottobre 1903) oltre al titolo di Consigliere Privato dell'Imperatore (1894). Oltre alle moltissime onorificenze sino a quel momento ricevute ottenne la Gran Croce dell'Ordine di Federico del Württemberg (13 aprile 1897), la Gran Croce dell'Ordine dell'Aquila Rossa di Prussia (19 gennaio 1902), la Gran Croce dell'Ordine della Corona del Württemberg (18 aprile 1903) ed infine la Gran Croce con Brillanti dell'Ordine dell'Aquila Rossa (24 ottobre 1903). Il 3 dicembre 1903 ottenne il comando del 15º corpo d'armata di stanza a Sarajevo e automaticamente divenne governatore generale di Bosnia ed Herzegovina, uno dei ruoli politici più importanti del suo tempo.

### Gli ultimi anni
L'8 aprile 1905, Albori ricevette la decorazione di Cavaliere di I Classe dell'Ordine ottomano di Osmanie. Nel 1906 gli venne conferita la possibilità, dal momento che non possedeva eredi diretti, di insignire il fratello del titolo di Barone e che questi potesse adottare lo stemma per proseguire la casata. Suo nipote Eduard, figlio del fratello Johann, fu un attivo ufficiale della Prima Guerra Mondiale comandando il 59º reggimento di fanteria e la 5ª brigata di fanteria tra il 1915 ed il 1917.
Nel giugno del 1907 Eugen von Albori venne nominato Generale di Fanteria ed ispettore generale delle truppe austriache, raggiungendo così il più alto rango in tempo di pace. Durante la crisi del 1908, fu il comandante austriaco più importante dopo l'arciduca. Il 1º settembre 1907 Albori compì i suoi 50 anni da ufficiale, occasione nella quale l'Imperatore lo insignì della Croce al Merito Militare in brillanti (occasione rarissima, in quanto tali preziosissime onorificenze venivano pagate direttamente dall'Imperatore) ed era il modo da parte di Francesco Giuseppe di ricompensare ulteriormente chi avesse già il possesso di questa decorazione.
Il 18 aprile 1910 von Albori, che aveva raggiunto l'età di 72 anni, chiese il permesso di dimettersi dall'esercito, ma la richiesta venne rifiutata, anche se venne a sua richiesta rimosso dai suoi incarichi, dedicandosi prevalentementa alla gestione della Croce Bianca, un'organizzazione fondata nel 1897 per assistere i soldati austriaci feriti durante le guerre. Egli si prese anche cura delle vedove e degli orfani di ufficiali, venendo eletto presidente della Croce Bianca nel 1913. Eugen von Albori morì a Vienna il 5 settembre 1915.